# Wilton (Iowa)
Wilton è una città degli Stati Uniti d'America, situata nello Stato dell'Iowa, nella Contea di Muscatine e in parte nella Contea di Cedar.